# George Anthony Walkem
George Anthony Walkem (né le 15 novembre 1834, décédé le 13 janvier 1908) était un homme politique et avocat britanno-colombien.

## Biographie
Né à Newry dans l'actuelle Irlande du Nord, la famille de Walkem s'installe à Montréal et George étudie le droit avec John Rose à l'Université McGill. Nommé au barreau du Bas et Haut-Canada respectivement en 1858 et 1861, Walkem immigre dans la Colonie de Colombie-Britannique en 1862 durant la ruée vers l'or de la Cariboo et sert à titre de membre du Conseil législatif (en) de 1864 à 1870, représentant le district de Cariboo East and Quesnel Forks District (1864-1866) et de Cariboo (1866-1870),.
Supporteur de l'adhésion de la colonie à la Confédération canadienne, Walkem est élu dans la nouvelle législature provinciale dans la circonscription de Cariboo lors de l'élection générale de 1871 (en). Il devient procureur-général au sein du cabinet du premier ministre Amor De Cosmos et lui succède en devenant le 3e premier ministre de la Colombie-Britannique.

### Premier ministre
Le gouvernement Walkem (en) met de la pression sur Ottawa afin que le gouvernement fédéral respecte son engagement de construire un lien ferroviaire jusqu'au Pacifique, mais sans véritable succès et ce, malgré l'envoie de James David Edgar qui représente le gouvernement fédéral et le premier ministre Alexander Mackenzie qui tente de modifier les modalités de l'union. Il s'en remet donc à Londres et au ministre des Colonies Lord Carnavon qui s'offre comme arbitre et propose des modifications à l'union. Se présentant à l'élection générale de 1875 (en), Walkem est dénoncé pour ne pas avoir garantie la construction du chemin de fer qui désenclaverait la province par rapport au reste du pays, d'avoir consentie à une détérioration des modalités de l'union sans consultation populaire et d'avoir aussi augmenté la dette de la province en démarrant plusieurs projets de travaux publics.
Malgré ces critiques, le gouvernement Walkem est réélu avec une majorité réduite. Les critiques persistent toutefois entre autres en raison de projets onéreux comme la Lillooet Cattle Trail (en).
Face à de nombreuses difficultés financières, le gouvernement Walkem perd une motion de censure initiée par Thomas Basil Humphreys au début de 1876 et est remplacé par Andrew Charles Elliott. Devenu chef de l'opposition officielle, Walkem fait face à un gouvernement Elliot instable qui s'écroule lors d'un projet de loi remaniant la carte électoral et provoquant l'élection de 1878 (en). Ce scrutin hâtif permet à Walkem de redevenir premier ministre avec une majorité confortable de députés soutenant son gouvernement dans un contexte de régime non partisan.
Au cours de la campagne, Walkem invoque la possibilité pour la province de quitter la confédération si la promesse de construction du chemin de fer du Pacifique ne se concrétise pas dès 1879.
Le second gouvernement Walkem (en) s'oppose à l'emploi de la main-d'œuvre chinoise bon marché et insère alors des clauses interdisant leur embauche dans tout les contrats. Son gouvernement tente également d'instaurer une taxe spéciale spéciale réservée aux travailleurs chinois, la Chinese Tax Act de 1878, mais cette dernière est invalidée par la Cour suprême du Canada. Son administration passe également des lois à connotation raciste contre les autochtones.
En avril 1882, Walkem survit de peu à une motion de censure en déposée en raison de l'augmentation des coûts de construction du port pour l'Île de Vancouver. Il sera toutefois défait lors de l'élection générale de juillet 1882 (en).
Nommé juge à la Cour suprême de la Colombie-Britannique en 1882 afin de remplacer le défunt Alexander Rocke Robertson et malgré quelques ennuis avec la justice concernant des allégation de corruption. Il y siège jusqu'à sa retraite en 1904.
Walkem meurt à Victoria en janvier 1908 et est inhumé au cimetière Ross Bay. Il était franc-maçon, membre de la loge King Solomon de Toronto,,.